# Leïla Bekhti

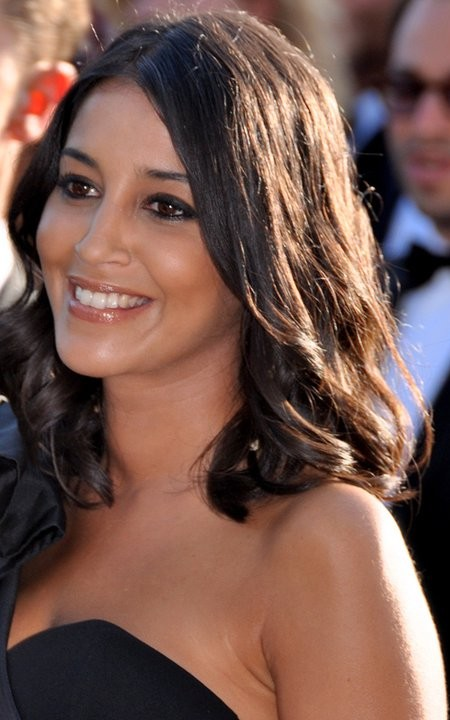
Leïla Bekhti vid filmfestivalen i Cannes 2011.

Leïla Bekhti, född 6 mars 1984 i Issy-les-Moulineaux i Île-de-France, är en fransk skådespelerska. Hon har bland annat medverkat i filmerna Paris, je t'aime (2006), En profet (2009), Källan (2011) och Innan frosten (2013). Hon har även medverkat i den svenska TV-serien Midnattssol i rollen som polisen Kahina Zadi.

## Film och TV-serier
- 2016 - midnattssol. (TV-serie).
- 2019 - vaggvisa (film)
- 2020 - The Eddy (TV-serie)
- 2025 – Det började med min mamma